# Berazino
Berazino (in bielorusso Беразіно́?; in russo Березино́?; in polacco Berezyna; in yiddish בערעזין‎?; in lituano Berezinas) è un comune della Bielorussia, situato nella regione di Minsk.

## Geografia
Berazino sorge sulla sponda sinistra del fiume Beresina, nell'est della regione di Minsk, a 103 km ad est della capitale bielorussa.

## Storia
La prima menzione di Berazino risale all'anno 1501. La località faceva allora parte del Granducato di Lituania. Dalla metà del XVI secolo, i maestri di Berazino furono i Sapieha. Nel 1641, Kazimierz Léon Sapieha vi fondò la Chiesa cattolica dell'Assunzione di Maria.
Nel 1655, le truppe russe conquistarono la città durante la guerra russo-polacca. Nel 1671 Berazino passò nelle mani dei Tyszkiewicz. Nel 1708, Carlo XII di Svezia e il suo esercito attraversarono la città durante la Grande guerra del Nord. Dopo la seconda spartizione della Polonia, nel 1793, Berazino entrò a far parte dell'Impero russo e divenne proprietà dei Potocki. Nel 1812 i dintorni della città furono teatro di aspri combattimenti nell'ambito della campagna di Russia.
Dal febbraio al dicembre 1918 Berazino fu occupata dall'esercito tedesco. Nel marzo 1918, la città divenne parte della Repubblica Popolare Bielorussa, poi dal 1919, della RSS Bielorussa. Nel corso della guerra civile russa, fu teatro di pogrom contro la locale popolazione ebraica. Dall'agosto al luglio 1920, nel corso della guerra sovietico-polacca, Berezino fu occupata dai polacchi e teatro di nuovi pogrom. Nel 1939 abitavano nella cittadina 1,530 ebrei, pari alla metà della popolazione. 
Durante la seconda guerra mondiale, le truppe tedesche occuparono la città dal 3 luglio 1941 al 3 luglio 1944. Nel corso dell'occupazione nazista venne istituito a Berezino un ghetto dove vennero rinchiusi gli ebrei della zona. Gran parte della popolazione ebraica, circa un migliaio di persone, venne massacrato nel corso di una serie di stragi perpetrate dai nazisti tra il 1941 ed il 1942.
Berazino ha raggiunto lo status di città nel 1968.

## Infrastrutture e trasporti
La principale via d'accesso alla cittadina è l'M4, una superstrada che unisce Minsk a Mahilëŭ.